# Алічень (Бузеу)
Алічень, Алічені (рум. Aliceni) — село у повіті Бузеу в Румунії. Входить до складу комуни Пошта-Килнеу.
Село розташоване на відстані 109 км на північний схід від Бухареста, 13 км на північ від Бузеу, 92 км на захід від Галаца, 107 км на південний схід від Брашова.

## Населення
За даними перепису населення 2002 року у селі проживали 672 особи. Усі жителі села рідною мовою назвали румунську.
Національний склад населення села:
| Національність | Кількість осіб | Відсоток |
| -------------- | -------------- | -------- |
| румуни         | 637            | 94,8%    |
| цигани         | 35             | 5,2%     |